# Megascops guatemalae
Megascops guatemalae là một loài chim trong họ Strigidae.